# Lammersbrink
Der Lammersbrink ist ein 192 m ü. NHN hoher Berg im Teutoburger Wald. Er erhebt sich circa 8,5 km Luftlinie südlich von Osnabrück direkt an der südlichen Ortsgrenze von Georgsmarienhütte.
Auf dem Lammersbrink befindet sich der Varusturm. Dieser ist durch einen Wanderweg, den Kammweg, mit dem auf dem 
benachbarten, südöstlich gelegenen Dörenberg stehenden Hermannsturm verbunden. Der Name beider Aussichtstürme soll an die  Heerführer der Varusschlacht, Hermann und Varus, erinnern.